# Ribolla gialla
Il Ribolla gialla è un vitigno a bacca bianca autoctono del Friuli-Venezia Giulia, della Slovenia e di Cefalonia, nelle isole Ionie.

## Storia
Le teorie secondo cui l'uva ha avuto origine in Grecia come Robola sono state smentite a seguito della profilazione del DNA nel 2007 e nel 2008, che ha dimostrato che non vi era alcuna relazione genetica tra Robola e Ribolla Gialla.
Nel 2012 un gruppo di scienziati italiani, sloveni, greci e svizzeri ha utilizzato tecniche molecolari e analizzato i marcatori SSR e stabilito definitivamente che Rebula e Ribolla Gialla sono la medesima cultivar, possedendo genotipi identici in tutti i 35 marcatori, mentre la Robola greca ne è solo strettamente correlata.
Ora si pensa che abbia avuto origine sul Collio/Goriska Brda (in provincia di Gorizia e in Slovenia) o nella valle del fiume Vipacco/Vipava (Slovenia).
La prima documentazione scritta dell'uva si trova in un contratto notarile friulano del 1256 in cui si citano terreni coltivati con viti di Ribolla; altre citazioni continuano in tutto il '300 e '400, attestate con nomi friulani quali Aribuelo, Ribuelo, Arybola e Ribuele..
Nel corso del XIV secolo, il poeta italiano Giovanni Boccaccio elencò l'indulgenza dei vini Ribolla come uno dei peccati di gola nella sua diatriba sull'argomento. Quando il duca d'Austria, Leopoldo III d'Asburgo, stabilì il regno su Trieste, una delle sue clausole era che la città gli fornisse ogni anno 100 urne del miglior vino Ribolla della regione. Nel 1402, la reputazione del vino ottenuto dall'uva era abbastanza elevata da far sentire la città di Udine costretta a emanare una legge che proibiva l'adulterazione di qualsiasi vino prodotto da Ribolla. Nel XVIII secolo, il medico e cronista goriziano Anton Musnig ha valutato il vino Ribolla come il miglior vino bianco del Friuli..
L'epidemia di fillossera del XIX secolo ha messo a dura prova le piantagioni di Ribolla con molti proprietari di vigneti friulani, del Collio/Goriska Brda e della Valle del Vipacco/Vipava che hanno scelto di ripiantare la loro terra con uve da vino francesi importate come il Merlot e il Sauvignon e Barbera; quest'ultima solo nella Valle del Vipacco/Vipava. Negli anni '90 meno dell'1% di tutti i vini bianchi friulani e carsolini creati con una Denominazione di origine controllata (DOC) conteneva Ribolla. A cavallo del XXI secolo, l'interesse internazionale per i vini del Friuli-Venezia Giulia e in particolare per i suoi vitigni autoctoni, ha portato ad un aumento delle piantagioni dell'uva sia sul lato italiano che su quello sloveno del suo territorio d'origine. Oggi ha ruoli più importanti nei vini bianchi DOC dei Colli Orientali del Friuli e del Collio Goriziano.

## Caratteristiche
La Ribolla è una varietà di uva che offre differenti sfumature a seconda del tipo (gialla o verde) e viene utilizzata per produrre vini che si adattano a diverse occasioni e tradizioni culinarie. L'uva Ribolla produce un vino bianco è in genere un vino di corpo leggero con elevata acidità e note floreali. La ribolla verde è considerata di minor pregio e quindi la sua coltivazione è meno diffusa.

## Abbinamento con il cibo
In generale, la Ribolla si abbina bene a piatti leggeri e freschi, preferibilmente a base di pesce, verdure o formaggi freschi. La sua acidità e freschezza la rendono un ottimo accompagnamento per cibi delicati e non troppo strutturati. Tuttavia, le preferenze personali e il gusto individuale possono influire sull'abbinamento, quindi è sempre consigliabile sperimentare e trovare l'abbinamento che si adatta meglio ai propri gusti.